# Granada n.º 1
La granada N.º 1 (en inglés: No. 1 Grenade) fue la primera granada de mano británica empleada en la Primera Guerra Mundial. Fue diseñada en el Real Laboratorio, a partir de reportes y ejemplares de granadas de mano japonesas empleadas durante la Guerra Ruso-Japonesa ofrecidos por el General Sir Aylmer Haldane, que fue un observador militar británico en aquel conflicto.

## Descripción

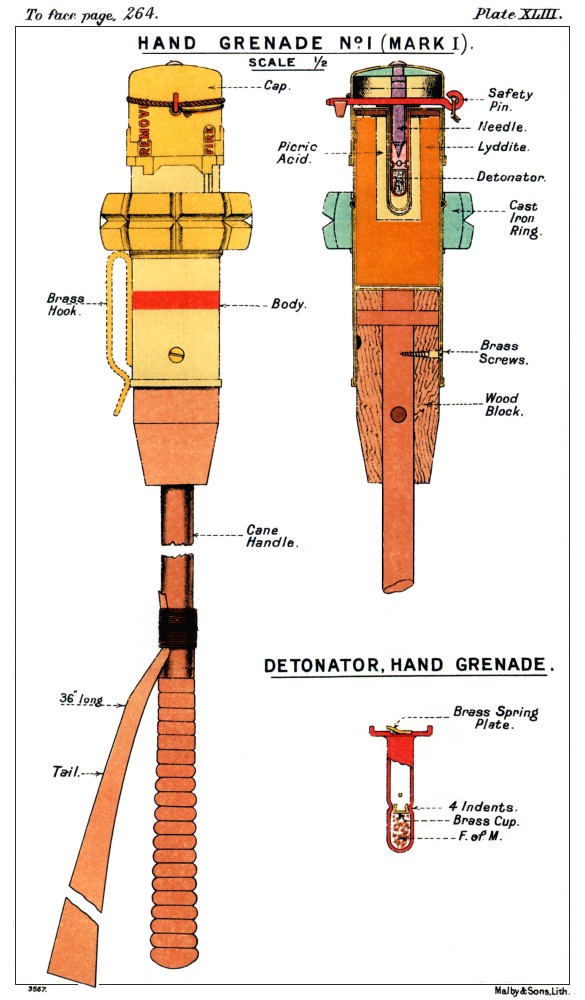
Diagrama detallado y corte esquemático de la granada N.º 1.

La granada tenía una ojiva cilíndrica rodeada por una banda de fragmentación de hierro. Su espoleta era de impacto, detonándola cuando la parte superior de la granada impactaba en el suelo. Un largo mango de bastón (de aproximadamente 40 cm) le permitía al usuario lanzar la granada a una mayor distancia que su radio de explosión.
Para asegurar que la granada impacte el suelo con su punta, tenía unas tiras de tela unidas al extremo del mango. Al ser lanzada, estas se desenrollaban y actuaban como una cola para estabilizar su vuelo. También tenía un aro de metal, con el cual podía colgarse en el cinturón. 

## En las trincheras
Cuando el campo de batalla quedó confinado a las trincheras, su largo mango se convirtió en una desventaja, causado varios accidentes. Al inclinarse hacia atrás para lanzarla, su espoleta podía impactar en el lado de la trinchera. La N.º 3, una variante de la N.º 1, tenía un mango más corto para facilitar su empleo en las trincheras.
Incluso con estos ajustes, la N.º 1 y sus variantes tuvieron un pobre desempeño en batalla. Según los prisioneros alemanes capturados en Ypres en enero de 1916, la N.º 1 podía ser desviada por tablones de madera. En algunos casos, la granada desviada podía ser lanzada de vuelta.
La fabricación de la N.º 1 era difícil, ya que precisaba un detonador especial que solamente podía producirse en fábricas de armamento. Debido a esto, la Fuerza Expedicionaria Británica fue dotada con menos granadas N.º 1 respecto a su orden inicial. Se diseñó una versión que empleaba un detonador más usual, la N.º 18, pero para ese momento la experiencia de combate había demostrado que el diseño de la N.º 1 era ineficaz.
Su dificultad para emplearla desde trincheras, aunada al detonador especial, hizo que los británicos creasen varias granadas provisionales, tales como la granada jam tin, hasta que se adoptó la bomba Mills.